# Habuzhean
Habuzhean fou una dinastia de prínceps (nakharark) armenis que existien al regne arsàcida d'Armènia. Són esmentats per mitjà del príncep Vrken Habuzhean que va prendre part en l'ambaixada enviada pel rei Àrsaces II (vers 350-368) a l'emperador romà.